# 유스이정
유스이정(일본어: 湧水町)은 일본 가고시마현 북부 내륙 지역에 있는 아이라군의 정이다. 2005년 3월 22일에 요시마쓰정과 구리노정이 합병해 탄생했다.

## 지리
가고시마현 중북부에 있으며 가고시마시에서 북동쪽으로 약 70km 떨어진 내륙 지역에 위치한다. 규슈 산지와 기리시마 연봉에 둘러싸인 분지이다. 미나미큐슈 특유의 비가 많은 기후이지만 분지이기 때문에 겨울철에는 한랭하고 연교차·일교차가 현저하다.

### 인접한 자치체
- 가고시마현
  - 기리시마시
  - 이사시
  - 사쓰마군 사쓰마정

- 미야자키현
  - 에비노시

## 역사
- 1889년 4월 1일 - 정촌제 시행으로 현재의 정역에 구와바라군 요시마쓰촌·구리노촌이 성립하였다.
- 1896년 3월 29일 - 군제 시행으로 구와바라군에서 아이라군 소속이 되었다.
- 1932년 4월 1일 - 구리노촌이 정으로 승격해 구리노정이 되었다.
- 1953년 2월 11일 - 요시마쓰촌이 정으로 승격해 요시마쓰정이 되었다.
- 2005년 3월 22일 - 요시마쓰정과 구리노정이 대등 합병해 유스이정이 되었다.

## 교통

### 철도
- 규슈 여객철도
  - 히사쓰선
  - 깃토선

### 도로
- 규슈 자동차도
- 국도 268호선